# Vinogorje Komarna
Vinogorje Komarna najmlađe je hrvatsko vinogorje, koje službeno postoji od 2013. godine, kada je dobilo i ekološki znak za vina.
Nastalo je na vrlo kamenitom području jugozapadnih vapnenačkih obronaka jadranske dalmatinske obale između naselja Komarna i Raba uz samu Jadransku magistralu u neposrednoj blizini novog Pelješkog mosta, u sastavu općine Slivno u Dubrovačko-neretvanskoj županiji, nasuprot poluotoka Pelješca u vinogradarskoj podregiji Srednja i Južna Dalmacija. Početkom 2000-tih strojevi su ondje mljeli kamen na dubini od šezdesetak centimetara, kako bi se vinogradi uopće mogli zasaditi. Sortiment posađenih loza u vinogorju čini 92% autohtone dalmatinske sorte, od kojih su najzastupljenije plavac mali i pošip, potom tribidrag, maraština i babić, dok ostatak čine međunarodne sorte syrah, chardonnay, tempranillo, cabernet i viogner.
Na 82 hektara vinograda u Komarni, u odličnim uvjetima jer su blizu mora, a vjetar puše s Neretve, bave se ekološkim uzgojem grožđa, s tim da više od 90 % nasada čine autohtone dalmatinske sorte dok se vino proizvodi u sedam vinarija: "Rizman", "Volarević", "Terra Madre", "Saints Hills", "Modrozelena zadruga", "Zadruga Neretvanski branitelj" i OPG "Deak". na samom vinogorju su već izgrađene dvije vinarije, "Rizman" i "Poljopromet", a uskoro bi trebale biti izgrađene i ostale vinarije kao i vinska cesta koje bi sve vinarije povezala. Vinarije su osnovale i svoju udrugu "K7" koja ima cilj kontrolirati kvalitetu vina vinogorja Komarna i promicati zajedničke interese vinarija i razvoja ruralnog turizma ovoga kraja.
Vino plavac mali "Terra Madre 2011"., vinogorja Komarna, osvajač je festivala vina "Dubrovnik FestiWine Trophy 2014.", što je potvrda da se vinogorje na padinama Komarne etabliralo kao vrhunska vinska regija uz bok Dingaču na Pelješcu.